# Nonsuch
Nonsuch är ett musikalbum av XTC utgivet 1992 av skivbolaget Virgin Records. Det var gruppens tolfte album och det producerades av Gus Dudgeon. Albumet domineras av låtar skrivna av Andy Partridge, medan Colin Moulding bidrog med fyra låtar. Låtarna "The Disappointed" och "The Ballad of Peter Pumpkinhead" kom ut som singlar. XTC ville även få ut "Wrapped in Gray" som singel, något som Virgin vägrade även om testpressningar gjordes. Detta var en viktig anledning till att XTC lämnade skivbolaget.

## Låtlista
(låtar utan angiven upphovsman skrivna av Andy Partridge)
1. "The Ballad of Peter Pumpkinhead" - 5:02
2. "My Bird Performs" (Colin Moulding) - 3:51
3. "Dear Madam Barnum" - 2:48
4. "Humble Daisy" - 3:36
5. "The Smartest Monkeys" (Moulding) - 4:18
6. "The Disappointed" - 3:23
7. "Holly Up on Poppy" - 3:04
8. "Crocodile" - 3:56
9. "Rook" - 3:47
10. "Omnibus" - 3:20
11. "That Wave" - 3:34
12. "Then She Appeared" - 3:51
13. "War Dance" (Moulding) - 3:22
14. "Wrapped in Grey" - 3:46
15. "The Ugly Underneath" - 3:50
16. "Bungalow" (Moulding) - 2:49
17. "Books Are Burning" - 4:52

## Listplaceringar
- Billboard 200, USA: #97[2]
- UK Albums Chart, Storbritannien: #28[3]
- Nederländerna: #72[4]
- Topplistan, Sverige: #39[5]